# Moving Pictures Tour
Il Moving Pictures Tour è l'ottavo tour ufficiale della band canadese Rush. Nel suo complesso il tour è strutturato in 3 parti: l'introduttivo Moving Pictures Warm-Up Tour, ed il Moving Pictures Tour vero e proprio; quest'ultimo a sua volta va suddiviso in due parti, la seconda di queste prende il nome di Exit... Stage Left Tour.

## Moving Pictures Warm-Up Tour

### Storia
Come per il tour precedente, anche in questo caso i Rush effettuano un mini tour di riscaldamento, prima dell'ingresso in studio per le registrazioni dell'album Moving Pictures. Il tour si sviluppa in sole 16 date negli Stati Uniti, con i Saxon come gruppo spalla.
Durata approssimativa dello show: 120/130 minuti.

### Scaletta
La scaletta include alcuni brani inediti, proposti in versioni non ancora completamente rifinite, che faranno parte dell'imminente nuovo album: Limelight e Tom Sawyer. Nel finale dello show viene eseguito il medley già proposto durante il tour precedente.
La scaletta non subisce modifiche nel corso del tour.
- 2112 (Overture e The Temples of Syrinx)
- Freewill
- By-Tor and the Snow Dog (abbreviata)
- Xanadu
- Limelight (brano ancora inedito)
- The Trees
- Hemispheres (Prelude)
- The Spirit of Radio
- Closer to the Heart
- Beneath, Between & Behind
- Tom Sawyer (brano ancora inedito)
- Jacob's Ladder
- A Passage to Bangkok
- Natural Science
- Medley 
 Working Man 
 Finding My Way (abbreviata) 
 Anthem (abbreviata) 
 Bastille Day (abbreviata) 
 In the Mood (abbreviata)
- Assolo di batteria
- bis: La Villa Strangiato

## Moving Pictures Tour

### Storia
Tour suddiviso in due distinte leg: la prima a sostegno dell'album Moving Pictures, con itinerario in territorio esclusivamente Nord americano e della durata di 5 mesi circa per complessivi 79 concerti più 3 date di prova; la seconda, intervallata da una pausa di 4 mesi, si articola nello spazio di due mesi e coinvolge l'Europa (Inghilterra, Galles, Scozia, Paesi Bassi e Germania) e Stati Uniti, senza interessare il Canada, con 35 show. Così come il tour del 1976/1977 questa parte terminale del tour è promozionale anche per un album live, pubblicato in concomitanza con l'inizio del tour stesso: Exit... Stage Left e pertanto prende il nome di Exit... Stage Left Tour.
Band di supporto per i Rush nel corso del tour sono: i Max Webster, gli FM e Ian Hunter nella prima parte, Girlschool e Riot nella seconda.
Per questa serie di spettacoli vengono di molto migliorati gli effetti luminosi e vengono per la prima volta introdotti nuovi effetti visivi e filmati animati. Anche questo tour ottiene un grande seguito di pubblico, tanto che, nella tappa scozzese, si è reso necessario proteggere la band dai fans mediante una scorta. Gli spettatori totali si aggirano sul milione di unità per il Moving Pictures Warm-Up Tour e il Moving Pictures Tour e altre 180.000 circa durante la parte finale, Exit.... Stage Left Tour.
Durata approssimativa dello show: 120/130 minuti.
Anche per il Moving Pictures Tour è stato reso disponibile il Tourbook, libretto contenente foto, discografia della band, informazioni riguardanti la genesi del nuovo album scritte da Neil Peart, informazioni sullo staff impegnato nella organizzazione del tour, e schede sui singoli componenti del gruppo.

### Scaletta
La setlist del Moving Pictures Tour rimane costante durante tutta la tournée, unica eccezione l'omissione dei brani Hemispheres (Prelude) e Xanadu nelle date effettuate in Germania.
Tra le novità più significative va segnalato che l'assolo di batteria di Neil Peart si sviluppa all'interno del pezzo strumentale YYZ. Oltre che i pezzi provenienti dal nuovo album viene anche proposto un breve strumentale per chitarra classica: Broon's Bane. Unica differenziazione della scaletta tra la prima e la seconda parte consiste nella sostituzione del brano Natural Science con un nuovo brano, ancora inedito: Subdivisions.
- 2112 (Overture e The Temples of Syrinx)
- Freewill
- Limelight
- Hemispheres (Prelude) (non eseguita l'11, 12, 16, 17, 18, 19, 20, 21 novembre)
- Beneath, Between & Behind
- Subdivisions (brano ancora inedito, eseguito tra il 29 ottobre ed il 22 dicembre)
- The Camera Eye
- YYZ / assolo di batteria / YYZ
- Broon's Bane (brano ancora inedito durante la prima leg del tour)
- The Trees
- Xanadu (non eseguita l'11, 12, 16, 17, 18, 19, 20, 21 novembre)
- The Spirit of Radio
- Red Barchetta
- Closer to the Heart
- Tom Sawyer
- Vital Signs
- Natural Science (eseguita tra il 17 febbraio ed il 5 luglio)
- Medley 
 Working Man (abbreviata) 
 Hemispheres (Armageddon) (abbreviata) 
 By-Tor and the Snow Dog (abbreviata) 
 In the End (abbreviata) 
 In The Mood (abbreviata) 
 2112 (Grand Finale)
- bis: La Villa Strangiato

## Formazione
- Geddy Lee – basso elettrico, voce, tastiere, bass pedals, chitarra elettrica
- Alex Lifeson – chitarra elettrica, chitarra acustica, bass pedals, cori
- Neil Peart – batteria, percussioni

## Date
Calendario completo del tour
| Prima Leg (Moving Pictures Warm-Up Tour) |                   |                       |                                   |                                                    |
|                                          |                   |                       |                                   |                                                    |
| Data                                     | Città             | Paese                 | Luogo                             | Note                                               |
| 11 settembre 1980                        | Hampton           | Stati Uniti d'America | Hampton Coliseum                  |                                                    |
| 12 settembre 1980                        | Charlotte         | Stati Uniti d'America | Charlotte Coliseum                |                                                    |
| 13 settembre 1980                        | Charleston        | Stati Uniti d'America | Civic Center Coliseum             |                                                    |
| 14 settembre 1980                        | Nashville         | Stati Uniti d'America | Municipal Auditorium              |                                                    |
| 16 settembre 1980                        | Baton Rouge       | Stati Uniti d'America | Riverside Centroplex              |                                                    |
| 18 settembre 1980                        | Fort Myers        | Stati Uniti d'America | Lee County Arena                  |                                                    |
| 19 settembre 1980                        | Hollywood         | Stati Uniti d'America | Hollywood Sportatorium            |                                                    |
| 20 settembre 1980                        | Lakeland          | Stati Uniti d'America | Civic Center Arena                |                                                    |
| 21 settembre 1980                        | Jacksonville      | Stati Uniti d'America | Veterans Memorial Coliseum        |                                                    |
| 23 settembre 1980                        | Cincinnati        | Stati Uniti d'America | Riverfront Coliseum               |                                                    |
| 25 settembre 1980                        | Filadelfia        | Stati Uniti d'America | The Spectrum                      |                                                    |
| 26 settembre 1980                        | Largo             | Stati Uniti d'America | Capital Center                    |                                                    |
| 27 settembre 1980                        | Capo Cod          | Stati Uniti d'America | Cape Cod Coliseum                 |                                                    |
| 28 settembre 1980                        | Springfield       | Stati Uniti d'America | Hampton Coliseum                  |                                                    |
| 30 settembre 1980                        | Allentown         | Stati Uniti d'America | Allentown Fairgrounds             |                                                    |
| 1º ottobre 1980                          | Portland          | Stati Uniti d'America | Cumberland County Civic Center    |                                                    |
| Seconda Leg (Moving Pictures Tour)       |                   |                       |                                   |                                                    |
|                                          |                   |                       |                                   |                                                    |
| Data                                     | Città             | Paese                 | Luogo                             | Note                                               |
| 17 febbraio 1981                         | Kalamazoo         | Stati Uniti d'America | Wings Stadium                     | data di prova                                      |
| 18 febbraio 1981                         | Kalamazoo         | Stati Uniti d'America | Wings Stadium                     | data di prova                                      |
| 19 febbraio 1981                         | Kalamazoo         | Stati Uniti d'America | Wings Stadium                     | data di prova                                      |
| 20 febbraio 1981                         | Kalamazoo         | Stati Uniti d'America | Wings Stadium                     |                                                    |
| 21 febbraio 1981                         | Dubuque           | Stati Uniti d'America | Civic Arena                       |                                                    |
| 22 febbraio 1981                         | Davenport         | Stati Uniti d'America | Palmer College                    |                                                    |
| 24 febbraio 1981                         | La Crosse         | Stati Uniti d'America | The Center                        |                                                    |
| 26 febbraio 1981                         | Chicago           | Stati Uniti d'America | International Amphitheatre        |                                                    |
| 27 febbraio 1981                         | Chicago           | Stati Uniti d'America | International Amphitheatre        |                                                    |
| 28 febbraio 1981                         | Chicago           | Stati Uniti d'America | International Amphitheatre        |                                                    |
| 1º marzo 1981                            | Chicago           | Stati Uniti d'America | International Amphitheatre        |                                                    |
| 2 marzo 1981                             | Milwaukee         | Stati Uniti d'America | Mecca Arena                       |                                                    |
| 4 marzo 1981                             | Saint Louis       | Stati Uniti d'America | The Checkerdome                   |                                                    |
| 5 marzo 1981                             | Saint Louis       | Stati Uniti d'America | The Checkerdome                   |                                                    |
| 7 marzo 1981                             | Louisville        | Stati Uniti d'America | Louisville Gardens                |                                                    |
| 8 marzo 1981                             | Dayton            | Stati Uniti d'America | Hara Arena                        |                                                    |
| 10 marzo 1981                            | Evansville        | Stati Uniti d'America | Roberts Stadium                   |                                                    |
| 11 marzo 1981                            | Indianapolis      | Stati Uniti d'America | Market Square Arena               |                                                    |
| 13 marzo 1981                            | Detroit           | Stati Uniti d'America | Cobo Hall Arena                   |                                                    |
| 14 marzo 1981                            | Detroit           | Stati Uniti d'America | Cobo Hall Arena                   |                                                    |
| 15 marzo 1981                            | Detroit           | Stati Uniti d'America | Cobo Hall Arena                   |                                                    |
| 21 marzo 1981                            | London            | Canada                | London Gardens                    |                                                    |
| 23 marzo 1981                            | Toronto           | Canada                | Maple Leaf Gardens                |                                                    |
| 24 marzo 1981                            | Toronto           | Canada                | Maple Leaf Gardens                |                                                    |
| 25 marzo 1981                            | Toronto           | Canada                | Maple Leaf Gardens                |                                                    |
| 27 marzo 1981                            | Montréal          | Canada                | The Forum                         | registrazioni per Exit... Stage Left album e video |
| 28 marzo 1981                            | Ottawa            | Canada                | Civic Centre                      |                                                    |
| 3 aprile 1981                            | Tucson            | Stati Uniti d'America | Community Center                  |                                                    |
| 4 aprile 1981                            | Phoenix           | Stati Uniti d'America | Veterans Memorial Coliseum        |                                                    |
| 5 aprile 1981                            | Albuquerque       | Stati Uniti d'America | Tingley Coliseum                  |                                                    |
| 7 aprile 1981                            | Houston           | Stati Uniti d'America | Sam Houston Coliseum              |                                                    |
| 8 aprile 1981                            | Houston           | Stati Uniti d'America | Sam Houston Coliseum              |                                                    |
| 10 aprile 1981                           | Dallas            | Stati Uniti d'America | Reunion Arena                     |                                                    |
| 11 aprile 1981                           | San Antonio       | Stati Uniti d'America | Convention Center Arena           |                                                    |
| 12 aprile 1981                           | Fort Worth        | Stati Uniti d'America | Tarrant County Convention Center  |                                                    |
| 14 aprile 1981                           | Little Rock       | Stati Uniti d'America | Barton Coliseum                   |                                                    |
| 15 aprile 1981                           | Jackson           | Stati Uniti d'America | Mississippi Coliseum              |                                                    |
| 16 aprile 1981                           | Memphis           | Stati Uniti d'America | Mid-South Coliseum                |                                                    |
| 18 aprile 1981                           | Mobile            | Stati Uniti d'America | Municipal Auditorium              |                                                    |
| 19 aprile 1981                           | New Orleans       | Stati Uniti d'America | Municipal Auditorium              |                                                    |
| 21 aprile 1981                           | Shreveport        | Stati Uniti d'America | Hirsch Memorial Coliseum          |                                                    |
| 23 aprile 1981                           | Kansas City       | Stati Uniti d'America | Kemper Arena                      |                                                    |
| 24 aprile 1981                           | Kansas City       | Stati Uniti d'America | Kemper Arena                      |                                                    |
| 25 aprile 1981                           | Oklahoma City     | Stati Uniti d'America | The Myriad                        |                                                    |
| 26 aprile 1981                           | Tulsa             | Stati Uniti d'America | The Tulsa Assembly Center         |                                                    |
| 6 maggio 1981                            | Pittsburgh        | Stati Uniti d'America | Civic Arena                       |                                                    |
| 7 maggio 1981                            | Richfield         | Stati Uniti d'America | Richfield Coliseum                |                                                    |
| 8 maggio 1981                            | Richfield         | Stati Uniti d'America | Richfield Coliseum                |                                                    |
| 9 maggio 1981                            | Buffalo           | Stati Uniti d'America | Memorial Auditorium               |                                                    |
| 11 maggio 1981                           | Binghamton        | Stati Uniti d'America | Broome County Arena               |                                                    |
| 12 maggio 1981                           | Rochester         | Stati Uniti d'America | War Memorial                      |                                                    |
| 13 maggio 1981                           | Syracuse          | Stati Uniti d'America | War Memorial                      |                                                    |
| 15 maggio 1981                           | Glen Falls        | Stati Uniti d'America | Civic Center                      |                                                    |
| 16 maggio 1981                           | Largo             | Stati Uniti d'America | Capital Centre                    |                                                    |
| 17 maggio 1981                           | Largo             | Stati Uniti d'America | Capital Centre                    |                                                    |
| 18 maggio 1981                           | New York          | Stati Uniti d'America | Madison Square Garden             |                                                    |
| 20 maggio 1981                           | Uniondale         | Stati Uniti d'America | Nassau Coliseum                   |                                                    |
| 22 maggio 1981                           | Filadelfia        | Stati Uniti d'America | The Spectrum                      |                                                    |
| 23 maggio 1981                           | Boston            | Stati Uniti d'America | Boston Garden                     |                                                    |
| 24 maggio 1981                           | Providence        | Stati Uniti d'America | Civic Centre                      |                                                    |
| 1º giugno 1981                           | Denver            | Stati Uniti d'America | McNichols Arena                   |                                                    |
| 3 giugno 1981                            | Salt Lake City    | Stati Uniti d'America | Salt Palace Center                |                                                    |
| 5 giugno 1981                            | Oakland           | Stati Uniti d'America | The Coliseum                      |                                                    |
| 6 giugno 1981                            | Oakland           | Stati Uniti d'America | The Coliseum                      |                                                    |
| 7 giugno 1981                            | Fresno            | Stati Uniti d'America | Selland Arena                     |                                                    |
| 9 giugno 1981                            | San Diego         | Stati Uniti d'America | Sports Arena                      |                                                    |
| 10 giugno 1981                           | Los Angeles       | Stati Uniti d'America | Great Western Forum               |                                                    |
| 11 giugno 1981                           | Los Angeles       | Stati Uniti d'America | Great Western Forum               |                                                    |
| 12 giugno 1981                           | Anaheim           | Stati Uniti d'America | Convention Center                 |                                                    |
| 14 giugno 1981                           | Long Beach        | Stati Uniti d'America | Long Beach Arena                  |                                                    |
| 15 giugno 1981                           | Las Vegas         | Stati Uniti d'America | Aladdin Theater                   |                                                    |
| 16 giugno 1981                           | Reno              | Stati Uniti d'America | Centennial Coliseum               |                                                    |
| 18 giugno 1981                           | Seattle           | Stati Uniti d'America | Seattle Center Coliseum           |                                                    |
| 19 giugno 1981                           | Seattle           | Stati Uniti d'America | Seattle Center Coliseum           |                                                    |
| 20 giugno 1981                           | Portland          | Stati Uniti d'America | Memorial Coliseum                 |                                                    |
| 21 giugno 1981                           | Spokane           | Stati Uniti d'America | The Coliseum                      |                                                    |
| 23 giugno 1981                           | Vancouver         | Canada                | Pacific Coliseum                  |                                                    |
| 25 giugno 1981                           | Edmonton          | Canada                | Northlands Coliseum               |                                                    |
| 2 luglio 1981                            | Bloomington       | Stati Uniti d'America | Met Center                        |                                                    |
| 3 luglio 1981                            | Bloomington       | Stati Uniti d'America | Met Center                        |                                                    |
| 4 luglio 1981                            | East Troy         | Stati Uniti d'America | Alpine Valley Music Theatre       |                                                    |
| 5 luglio 1981                            | East Troy         | Stati Uniti d'America | Alpine Valley Music Theatre       |                                                    |
| Terza Leg (Exit... Stage Left Tour)      |                   |                       |                                   |                                                    |
|                                          |                   |                       |                                   |                                                    |
| Data                                     | Città             | Paese                 | Luogo                             | Note                                               |
| 29 ottobre 1981                          | Stafford          | Inghilterra           | New Bingley Hall                  |                                                    |
| 30 ottobre 1981                          | Stafford          | Inghilterra           | New Bingley Hall                  |                                                    |
| 31 ottobre 1981                          | Deeside           | Galles                | Deeside Leisure Center            |                                                    |
| 2 novembre 1981                          | Brighton          | Inghilterra           | Brighton Conference Center        |                                                    |
| 4 novembre 1981                          | Londra            | Inghilterra           | Wembley Arena                     |                                                    |
| 5 novembre 1981                          | Londra            | Inghilterra           | Wembley Arena                     |                                                    |
| 6 novembre 1981                          | Londra            | Inghilterra           | Wembley Arena                     |                                                    |
| 8 novembre 1981                          | Edimburgo         | Scozia                | Royal Highland Exhibition Centre  |                                                    |
| 9 novembre 1981                          | Stafford          | Inghilterra           | New Bingley Hall                  |                                                    |
| 11 novembre 1981                         | Amburgo           | Germania              | Musikhalle                        |                                                    |
| 12 novembre 1981                         | Norimberga        | Germania              | Hemmerleinehalle                  |                                                    |
| 14 novembre 1981                         | Rotterdam         | Paesi Bassi           | Ahoy Sportpaleis                  |                                                    |
| 16 novembre 1981                         | Monaco di Baviera | Germania              | Circus Krone                      |                                                    |
| 17 novembre 1981                         | Russelsheim       | Germania              | Walter Kobel Halle                |                                                    |
| 18 novembre 1981                         | Stoccarda         | Germania              | Sporthalle Boblingen              |                                                    |
| 19 novembre 1981                         | Stoccarda         | Germania              | Sporthalle Boblingen              |                                                    |
| 20 novembre 1981                         | Karlsruhe         | Germania              | Schwarzwaldhalle                  |                                                    |
| 21 novembre 1981                         | Essen             | Germania              | Grugahalle                        |                                                    |
| 28 novembre 1981                         | Hollywood         | Stati Uniti d'America | Hollywood Sportatorium            |                                                    |
| 29 novembre 1981                         | Jacksonville      | Stati Uniti d'America | Veterans Memorial Coliseum        |                                                    |
| 1º dicembre 1981                         | Birmingham        | Stati Uniti d'America | Birmingham-Jefferson Civic Center |                                                    |
| 2 dicembre 1981                          | Nashville         | Stati Uniti d'America | Municipal Auditorium              |                                                    |
| 4 dicembre 1981                          | Charlotte         | Stati Uniti d'America | Charlotte Coliseum                |                                                    |
| 5 dicembre 1981                          | Fayetteville      | Stati Uniti d'America | Cumberland County Coliseum        |                                                    |
| 6 dicembre 1981                          | Greensboro        | Stati Uniti d'America | Greensboro Coliseum               |                                                    |
| 8 dicembre 1981                          | Knoxville         | Stati Uniti d'America | Civic Center                      |                                                    |
| 9 dicembre 1981                          | Atlanta           | Stati Uniti d'America | The Omni                          |                                                    |
| 11 dicembre 1981                         | Greenville        | Stati Uniti d'America | Greenville Memorial Auditorium    |                                                    |
| 12 dicembre 1981                         | Johnson City      | Stati Uniti d'America | Freedom Hall Civic Center         |                                                    |
| 13 dicembre 1981                         | Roanoke           | Stati Uniti d'America | Roanoke Civic Center              |                                                    |
| 15 dicembre 1981                         | Norfolk           | Stati Uniti d'America | Scope Arena                       |                                                    |
| 18 dicembre 1981                         | Hartford          | Stati Uniti d'America | Civic Center                      |                                                    |
| 20 dicembre 1981                         | Hartford          | Stati Uniti d'America | Civic Center                      |                                                    |
| 21 dicembre 1981                         | East Rutherford   | Stati Uniti d'America | Brendan Byrne Arena               |                                                    |
| 22 dicembre 1981                         | East Rutherford   | Stati Uniti d'America | Brendan Byrne Arena               |                                                    |

## Documentazione
Riguardo al Moving Pictures Tour sono reperibili le seguenti testimonianze audio, audiovisive e cartacee:
- Exit... Stage Left, album live del 1981, tracce The Spirit of Radio, Red Barchetta, YYZ, Broon's Bane, The Trees, Xanadu, Freewill, Tom Sawyer, La Villa Strangiato.
- Vital Signs, lato B del singolo New World Man del 1982.
- da 2112 Deluxe edition: Overture e The Temples of Syrinx, Edmonton, 25 giugno 1981.
- Exit...Stage Left, video concerto del 1981.
- Moving Pictures Tourbook.